# デューイ・フィリップス
ダディ・オー (Daddy-O) と渾名されたデューイ・フィリップス（Dewey Phillips、1926年5月13日 - 1968年9月28日）は、クリーブランドのアラン・フリードと並ぶ、ロックンロール初期の先駆的なラジオのディスクジョッキー (DJ) で、フリードよりも早い時期から活動していたDJ。

## 生い立ち
フィリップスは、テネシー州アダムスヴィル (Adamsville) で育ったが、生まれはテネシー州クランプ (Crump) であった。第二次世界大戦中に陸軍で軍務に就き、ヒュルトゲンの森の戦いなどに参加した後、除隊したフィリップスはメンフィスに移り住んだ。死後、亡骸はクランプ墓地 (the Crump Cemetery) に埋葬された。

## 経歴
フィリップスがラジオの仕事を始めたのは、1949年、メンフィスの WHBQ/560 においてであり、この町の最も人気のあるパーソナリティとして9年間活躍し、前例のない最初の試みとして、自分の番組『Red, Hot & Blue』をラジオとテレビで同時放送するなどした。
フィリップスの放送用に設定された人格は、スピード狂の田舎者 (a speed-crazed hillbilly) で、狂気じみた振る舞いをしつつ、人々を楽しませるユーモアの持ち主、というものであった。しかし、彼は音楽には鋭い感覚をもち、聴き手が喜ぶような曲を取り上げ、河川港として急成長し、農村部から多数の黒人や白人の（それぞれの音楽伝統も含めた）流入を見ていた戦後のメンフィスに溢れていた音楽を、黒人音楽か白人音楽家という区別無く曲を放送していた。フィリップスは、リズム・アンド・ブルース、カントリー・ミュージック、ブギウギ、ジャズや、地元のサン・レコードのアーティストたちの作品を放送した。1954年7月、フィリップスは、若きエルヴィス・プレスリーのデビュー盤「ザッツ・オール・ライト/ブルー・ムーン・オブ・ケンタッキー」 (Sun 209) を放送で流した最初のDJとなり、また、当時は人種による高校の区別があり、聴取者はどの学校へ行っていたかで，その人物の人種を察することができることを承知の上で、この19歳の歌手へのインタビューでどこの高校出身なのかと尋ね、プレスリーが実は白人であることを明らかにした。
1950年代半ばには、WHBQ-TV/13 で、短期間ながら午後の番組のホスト役を務めた。この番組は、フィリップスがレコードをかけ、彼自身や他の出演者がテレビ・カメラの前で戯けるといった趣向のものであった。
フィリップスは、フリードが巻き込まれたペイオラ (Payola)・スキャンダルには関わらなかったが、1958年の遅い時期に、務めていたラジオ局が「トップ40」フォーマットへ移行して、彼の自由奔放なスタイルが段々と無用になると、遂にはラジオ局から解雇されてしまった。晩年の10年間ほど、フィリップスは小規模なラジオ局で働くことが多かったが、その仕事の多くは永続きしなかった。大酒飲みで、ドラッグ常習者（おもに、鎮痛剤とアンフェタミン：彼の放送時の狂気じみた言動に関わっていた）であったフィリップスは、42歳で心臓発作により死去した。
人気ミュージカルの『Memphis』は、デューイ・フィリップスの生涯と経歴を象って構成されているものとされており。フィリップスと同時代のアラン・フリードの経歴から採られた要素も盛り込まれている。